# Kes (film)
Kes è un film del 1969 diretto da Ken Loach, tratto dal romanzo Un falco per amico di Barry Hines edito da Neri Pozza (2020)
Fu presentato nella Settimana internazionale della critica del 23º Festival di Cannes.

## Trama
Billy Casper è un ragazzo di 15 anni con una vita difficile, sia in famiglia che a scuola.
Billy vive con la madre, che lo considera un caso senza speranza, e il fratellastro Jud, che lo maltratta fisicamente e verbalmente; il padre ha lasciato la famiglia da poco tempo, a scuola le cose non vanno meglio per Billy, vittima di bullismo da parte dei compagni e spesso coinvolto in risse, risultati scolastici deludenti e poca attenzione allo studio: Billy passa tutto il tempo a sognare ad occhi aperti, il suo incubo peggiore è quello di finire a fare il minatore.
Per guadagnare qualche soldo Billy consegna i giornali ogni mattina, effettuando qualche furto ogni tanto di uova e latte.
Un giorno Billy trova in una fattoria un nido da cui prende un gheppio che chiama Kestrel (Kes), che inizia ad accudire ed addestrare alla falconeria con l'aiuto di un libro rubato in un negozio.
Il rapporto tra Billy e Kes lo aiuta tanto da fargli avere degli elogi dal suo insegnante dopo aver scritto un tema sul rapporto tra lui ed il suo gheppio. Sembra che la vita senza speranze di Billy stia cambiando, finché un giorno Jud lo manda a fare una scommessa alle corse di cavalli; Billy invece, dopo aver parlato con uno scommettitore che gli consiglia di lasciar perdere poiché quei cavalli non hanno alcuna possibilità di vincere, spende i soldi per comprare la carne per il suo gheppio e delle patatine per sé.
Quando i cavalli di Jud vincono e lui scopre che Billy non ha fatto la puntata, si vendica uccidendo il gheppio e buttandolo nel cestino.
Billy raccoglie il corpo di Kes e lo seppellisce sulla collina dove lo portava a volare.

## Produzione e distribuzione
La Disney fu interessata ad acquistare i diritti cinematografici del romanzo di Barry Hines, ma pretendeva di cambiare il finale con un classico lieto fine. Hines si oppose rifiutando di vendere i diritti.
Nel film i personaggi parlano utilizzando il dialetto dello Yorkshire, che è difficile da capire per alcuni anglofoni (per questo nelle versioni più recenti in DVD, alcune  scene sono state doppiate per ridurre il dialetto), mentre per la versione destinata agli Stati Uniti del film è stato interamente doppiato. Ken Loach ha detto in una intervista del 2013 che i distributori americani del film non riuscivano a capire il dialetto utilizzato dai protagonisti del film, sostenendo  che avrebbero capito meglio se il film fosse stato in ungherese.
L'uccello utilizzato nel film è un gheppio (Falco tinnunculus). Ne vennero utilizzati tre per le riprese del film, uno dei quali venne prestato alla produzione da Robert Nairac, noto in Gran Bretagna perché ucciso dall'IRA nel 1977. Per rendere la scena della morte del gheppio realistica, al protagonista David Bradley (Billy) venne fatto credere che un gheppio utilizzato per le riprese era stato ucciso di proposito per realizzare la scena della morte. Solo dopo la fine delle riprese gli venne svelato che quel gheppio era morto di cause naturali e non era nessuno di quelli utilizzati nelle riprese del film.

## Critica
Il Dizionario Mereghetti loda la «narrazione volutamente lineare, ma ad alta intensità emotiva», la «superba fotografia» e le «interpretazioni straordinarie» dei protagonisti, esordienti non professionisti.

## Riconoscimenti
- Globo di Cristallo per il miglior film al Festival Internazionale del cinema di Karlovy Vary 1970
- Premi BAFTA 1971: miglior attore non protagonista (Colin Welland) e esordiente più promettente (David Bradley)
- Seminci 1971: Premio Ciudad de Valladolid

Nel 1999 il British Film Institute l'ha inserito al settimo posto della lista dei migliori cento film britannici del XX secolo.

## Curiosità
Il gruppo musicale britannico dei The Smiths dedica la copertina dell'album The Smiths is Dead del 1996 all'attore David Bradley, in una foto di scena tratta dal film.